# 馬里揚波萊

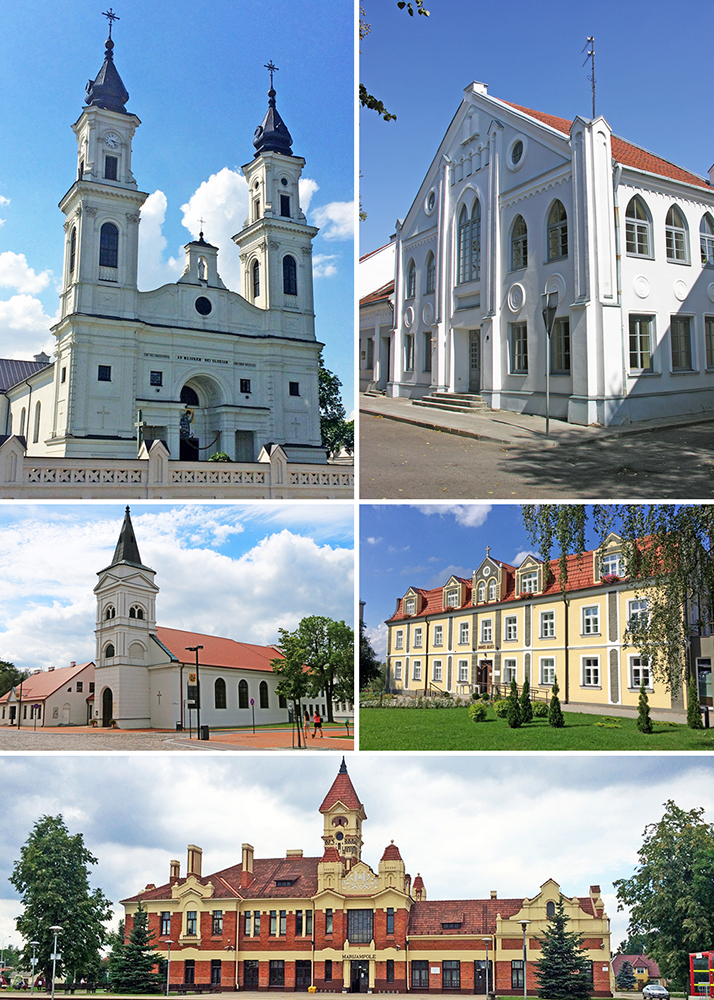
马里扬波莱的标识建筑

马里扬波莱是立陶宛的城市，也是馬里揚波萊縣的首府，位於首都維爾紐斯以西139公里，面積21平方公里，該市在1940年至1991年由蘇聯管治，2010年人口45,579。

## 友好城市
- 丹麦維堡
- 法國加来
- 德国贝吉施格拉德巴赫
- 芬兰科科拉
- 波蘭苏瓦乌基
- 波蘭彼得庫夫-特雷布納爾斯基
- 挪威克瓦姆
- 挪威萊沙
- 德国瑙姆堡